# Стенунгсунд
Стенунгсунд (на шведски: Stenungsund) е град в югозападната част на Швеция, лен Вестра Йоталанд. Главен административен център на едноименната община Стенунгсунд. Разположен е в залива Хакефьорд на пролива Категат. Намира се на около 380 km на югозапад от столицата Стокхолм и на около 40 km на север от центъра на лена Гьотеборг. Има малко пристанище и жп гара. Населението на града е 9987 жители според данни от преброяването през 2010 г.